# Apodolirion lanceolatum
Apodolirion lanceolatum là một loài thực vật có hoa trong họ Amaryllidaceae. Loài này được (Thunb.) Benth. & Hook.f. ex B.D.Jacks. mô tả khoa học đầu tiên năm 1893.